# Sera (namn)
Sera är en person i Gamla Testamentet, son till Juda och Tamar tillsammans med tvillingbrodern Peres, halvbror till Er, Onan och Shela. Stamfader till seraiterna. När han föddes fick han ut sin hand först ur moderlivet och barnmorskan fäste en röd tråd om den, men sedan drog han in den och hans broder Peres kom ut, därefter föddes Sera. Sera betyder "röd" eller "ljus" ("scarlett", "brightness" på engelska).